# Crook Township (comté de Hamilton, Illinois)
Crook Township est un township du comté de Hamilton dans l'Illinois, aux États-Unis,. 

## Source de la traduction
- (en) Cet article est partiellement ou en totalité issu de l’article de Wikipédia en anglais intitulé « Crook Township, Hamilton County, Illinois » (voir la liste des auteurs).